# Ван Шипэн
Ван Шипэн (кит. упр. 王仕鹏, пиньинь Wáng Shìpéng; род. 6 апреля 1983 года, Даньдун, Ляонин) — китайский профессиональный баскетболист, в настоящее время выступает за клуб китайской баскетбольной ассоциации «Гуандун Саузерн Тайгерс» и национальную сборную Китая. Выступает на позициях лёгкого форварда и атакующего защитника. Известен хорошим трёхочковым броском.

## Карьера

### Клубная карьера
Начинал заниматься баскетболом в средней школе Даньдуна, однако в 1997 году перешёл в молодёжную команду «Гуандуна». В 2004, 2005 и 2006 годах с командой становился чемпионом КБА. Также выигрывал чемпионат Китая в 2008, 2009, 2010 годах.
По итогам сезона 2012 года в Китайской баскетбольной ассоциации был включён в первую сборную КБА.

### Международная карьера
С 2004 года представлял молодёжную сборную страны, а с 2005 - основную сборную Китая  на многих международных турнирах, включая Чемпионаты мира 2006 и 2010 годов, Олимпийские игры 2008 и 2012 годов. Трёхочковым броском на последних секундах матча против сборной Словении (матч окончился со счётом 78:77) вывел команду из группы на чемпионате мира 2006 года. 24 ноября 2010 года на Азиатских играх в матче против сборной Ирана его трёхочковый бросок в последней четверти позволил китайской сборной одержать победу. По итогам Олимпиады 2012 года, когда Китай не смог выйти из группы, несколько игроков сборной, включая Ван Шипэна, объявили о завершении международной карьеры.

## Достижения
Китай:
- Серебряный призёр Чемпионата Азии : 2009
- Чемпион Азиатских игр : 2006, 2010

 Гуандун Саузерн Тайгерс:
- Чемпион Китайской баскетбольной ассоциации : 2004, 2005, 2006, 2008, 2009, 2010, 2011
- Серебряный призёр КБА : 2003, 2007, 2012

## Интересные факты
Ван Шипэн пришёл в баскетбол из плавания.